# アンダー・サスピション
『アンダー・サスピション』（原題：Under Suspicion）は、2000年公開のアメリカ映画。連続少女レイプ殺人事件を軸に、ベテラン警察署長と後ろめたい背景を持つ町の名士とのやりとりを描いたサスペンス映画。1981年のフランス映画『勾留』（仏：Garde à vue）のリメイク作。監督はスティーヴン・ホプキンス、主演はモーガン・フリーマンとジーン・ハックマン。
第53回カンヌ国際映画祭特別招待作品。2001年エドガー賞映画部門ノミネート。

## プロット
プエルトリコの港町サンファンでは、連続少女レイプ殺人事件が起こっていた。ベテランの警察署長のビクター・ベネゼーは、部下のフェリックス・オーエンスと共に捜査にあたり、やがて事件の最有力容疑者として、地元の名士で、2件目の事件の第一発見者だったヘンリー・ハーストに見当を付ける。
遺体発見時の聴取として警察署に呼び出されたヘンリーであったが、その説明は曖昧で矛盾をはらみ、ビクターが厳しく指摘し、尋問する。自分が犯人だと疑われていること、さらに最初の殺人も同様に疑われていると気付いたヘンリーは平静を装ったまま、無実を訴えるも、ビクターの問いには曖昧な返答を繰り返す。ヘンリーは現在、町のための資金集めの最中であり、ビクターの上司は証拠がないとして彼の釈放を命じる。
ビクターは証拠を集めるべくヘンリーの身辺捜査を行い、やがて彼と、その美人の若妻シャンタルの関係が冷え切っていることを知る。さらに彼が夜な夜なみすぼらしい一般人に変装して一人で出かけては、歓楽街の外れで若い路上売春婦を買っていたことや、容姿が少女に近い若い女性が出演するポルノサイト閲覧を常習としていることが発覚する。また、シャンタルはヘンリーが13歳の姪カミーユを恋慕していることを明かし、姪への性的加害があることもほのめかす。さらに殺人のあった夜に血の付いた衣服を洗っているのを見たとも証言する。これら情報を元にビクターはヘンリーを再尋問し、彼はしぶしぶ未成年女性を好むことを認めたが、姪に対する性的加害は否定し、また殺人についても断固として否定する。今度はヘンリーの釈放は認められず、長期勾留が続く。
ビクターはヘンリーの所有物件の1つを怪しむ。名義上はシャンタルが所有者であったことから、彼女の許可を取り付け、強制捜査を行う。そして暗室より、被害者女児の写真が発見される。既に憔悴していたヘンリーは、写真を突きつけられると、シャンタルがここまでするとは、と狼狽し、最終的には少女殺害を認める。そしてヘンリーの自白調書の作成中に、現場で犯人が捕まったという連絡が届く。ヘンリーは実際に殺人には無関係であり、ビクターとヘンリーは呆然とする。
シャンタルは釈放されたヘンリーに連絡を取ろうとするが、彼は彼女を許さず、サン・セバスティアンの祭りの群衆の中に立ち去る。

## 登場人物
ビクター・ベネゼー
サンファンの警察署長。事件の解決に執念を燃やし、上層部の圧力にも屈せず、ヘンリーを追い込んでいく。
ヘンリー・ハースト
57歳の税務弁護士。地元の有力者で名士としても名高い。2件目の第一発見者であったが、その後、1件目の被害者にも関わりがあったことが判明する。また、私生活においては、その華やかな表の顔と一転して、かなり後ろめたい物を持つ。
シャンタル・ハースト
ヘンリーのかなり歳の離れた美人の妻。ビクターは彼女の存在を基点にしてヘンリーを自白させようとする。
フェリックス・オーエンス
若き刑事。ビクターと共にヘンリーの尋問にあたるが、若いが故に問題を起こす。

## キャスト
| 役名                     | 俳優                   | 日本語吹替 | 日本語吹替   | 日本語吹替 |
| 役名                     | 俳優                   | ソフト版   | テレビ東京版 |            |
| ------------------------ | ---------------------- | ---------- | ------------ | ---------- |
| ビクター・ベネゼー       | モーガン・フリーマン   | 坂口芳貞   | 坂口芳貞     |            |
| ヘンリー・ハースト       | ジーン・ハックマン     | 石田太郎   | 石田太郎     |            |
| シャンタル・ハースト     | モニカ・ベルッチ       | 田中敦子   | 千島楊子     |            |
| フェリックス・オーエンス | トーマス・ジェーン     | 大塚芳忠   | 今井朋彦     |            |
| アリアス                 | マリソル・カレロ       | 田野恵     | 豊嶋真千子   |            |
| カスティーヨ             | パブロ・クンクエイロ   | 西前忠久   | 横島亘       |            |
| マリア                   | ジャクリーン・デュプレ | 小林けい   | 桐山ゆみ     |            |
| カミール・ロドリゲス     | イザベル・アルゲイズ   | 黒河奈美   | 本名陽子     |            |

- テレビ東京版：初回放送2005年5月19日 『木曜洋画劇場』

## 評価
「Rotten Tomatoes」では44のレビューで平均5.3/10のスコアを得て、50%が肯定的な評価を示した。
映画はアメリカにおいて19の映画館でしか上映されず、総収益は260,562ドルだった。アメリカ国外においては、メキシコで752,783ドル、台湾で17,222ドル、イギリス、アイルランド、マルタで277,675ドルだった。
アメリカ探偵作家クラブが選ぶ2001年のエドガー賞映画部門にノミネートされている。